# حمام سردشت (فردوس)
حمام سردشت، حمامی تاریخی است واقع در محدودهٔ محلهٔ سردشت شهر تاریخی تون در فردوس در استان خراسان جنوبی ایران.
تاریخ ساخت این حمام به طور دقیق مشخص نیست، اما شواهد معماری آن نشان می‌دهد که متعلق به دوره صفوی است.
در کنار ساختمان حمام سردشت، یک حمام دیگر متعلق به دوره قاجار قرار دارد.
عملیات مرمت و بازسازی حمام سردشت فردوس، در سال ۱۳۹۰ تکمیل شد.
معماری این حمام، مانند حمام‌های حمام خیروز و حمام کوشک فردوس، در سطح منطقه منحصربه‌فرد است و نکتهٔ جالب توجه در ساخت آن، نوع طراحی است که آب قنات وارد بینه شده و سپس با عبور از طول آن از سمت دیگر به خارج می‌رود.
این اثر در تاریخ ۹ آذر ۱۳۸۹ با شمارهٔ ثبت ۲۹۹۴۵ به‌عنوان یکی از آثار ملی ایران به ثبت رسیده‌است.